# بيب كود
البيب كود (بالإنجليزية: Bibcode)‏ هو رقم تعريفيّ يُستخدم في أنظمة المعلومات الفلكية لتحديد وتسمية المراجع الأدبية. طور البيب كود بالأصل لكي يستخدم في مجموعة التعريفات والقياسات والسير للمعلومات الفلكية (سيمباد) و«قاعدة بيانات ناسا/آيباك خارج المجرية»، غير أنه أصبحَ يُستَخدم الآن على نطاق واسع، بما في ذلك - على سبيل المثال - نظام المعلومات الفيزيائية الفلكية المقدَّم من وكالة ناسا. يتألف الكود من 19 حرفاً - طول ثابت - على الشكل التالي:
إذ يمثل "YYYY" رقم سنة إصدار المرجع بأربع خانات، ويشير "JJJJJ" إلى موقع نشر المرجع. وفي حالات المجلات يكون "VVVV" رقم المجلد، و"M" فقرة المجلة التي نُشرَ بها المرجع (مثال: حرف "L" لفقرة "Letters")، وأما "PPPP" فيعطي رقم صفحة بداية المرجع، وأما "A" فهو الحرف الأول من اسم عائلة المؤلف. تستخدم المسافات (.) لملء الحقول غير المستخدمة، بحيث يُطابق طول الكود الطول الثابت وهو 19 حرفاً. وفيما يلي أمثلة لمراجع مرقَّمة بالبيب كود:
| البيب كود           |  | مراجع |
| 1974AJ.....79..819H |  | Heintz، W. D. (1974). "Astrometric study of four visual binaries". المجلة الفلكية. ج. 79: 819–825. Bibcode:1974AJ.....79..819H. DOI:10.1086/111614.                                                                                 |
| 1924MNRAS..84..308E |  | Eddington، A. S. (1924). "On the relation between the masses and luminosities of the stars". Monthly Notices of the Royal Astronomical Society. ج. 84: 308–332. Bibcode:1924MNRAS..84..308E.                                        |
| 1970ApJ...161L..77K |  | Kemp، J. C.؛ Swedlund، J. B.؛ Landstreet، J. D.؛ Angel، J. R. P. (1970). "Discovery of circularly polarized light from a white dwarf". المجلة الفيزيائية الفلكية. ج. 161: L77–L79. Bibcode:1970ApJ...161L..77K. DOI:10.1086/180574. |